# Asmate peltaria
Asmate peltaria là một loài bướm đêm trong họ Geometridae.